# 三瀬谷駅
三瀬谷駅（みせだにえき）は、三重県多気郡大台町佐原にある、東海旅客鉄道（JR東海）紀勢本線の駅である。
大台町の中心駅で、大台ケ原の大杉口等の奥伊勢観光の拠点駅ともなっている。また、特急「南紀」の停車駅の1つである。

## 歴史
当駅は1925年8月、鉄道省紀勢東線（現・紀勢本線）川添駅 - 当駅間延伸時に終着駅として開設した。

### 年表
- 1925年（大正14年）8月15日：鉄道省紀勢東線（現・紀勢本線）川添駅 - 当駅間延伸時に終着駅として開設[1][2]。
- 1926年（大正15年）8月18日：紀勢東線当駅 - 滝原駅間延伸、途中駅となる[1]。
- 1951年（昭和26年）11月22日：昭和天皇のお召し列車が停車し、駅前奉迎が行われた（昭和天皇の戦後巡幸）[3]。
- 1959年（昭和34年）7月15日：線路名称改定。紀勢東線が紀勢本線へ編入、同線の駅となる[1]。
- 1983年（昭和58年）12月21日：荷物扱い廃止[4]。
- 1984年（昭和59年）2月1日：貨物取扱廃止[2]。
- 1987年（昭和62年）4月1日：国鉄分割民営化に伴い、JR東海の駅となる[1][2]。
- 2012年（平成24年）4月1日：無人駅化。

## 駅構造
単式・島式ホーム2面3線と側線数本を有する列車交換・折返し可能な地上駅。駅舎側ホームが単式、反対側が島式である。両ホームは屋根無し跨線橋で連絡している。改装された古い木造駅舎を備え、その内部には待合所がある（駅事務室や出札口もあったが無人駅化に伴い現在は閉鎖）。
多気駅管理の無人駅。以前は業務委託駅（東海交通事業（TKJ）受託）であり、JR全線きっぷうりばも設置されていた。

### のりば
| 番線 | 路線      | 方向 | 行先             |
| ---- | --------- | ---- | ---------------- |
| 1    | ■紀勢本線 | 上り | 松阪・名古屋方面 |
| 2・3 | ■紀勢本線 | 下り | 尾鷲・新宮方面   |

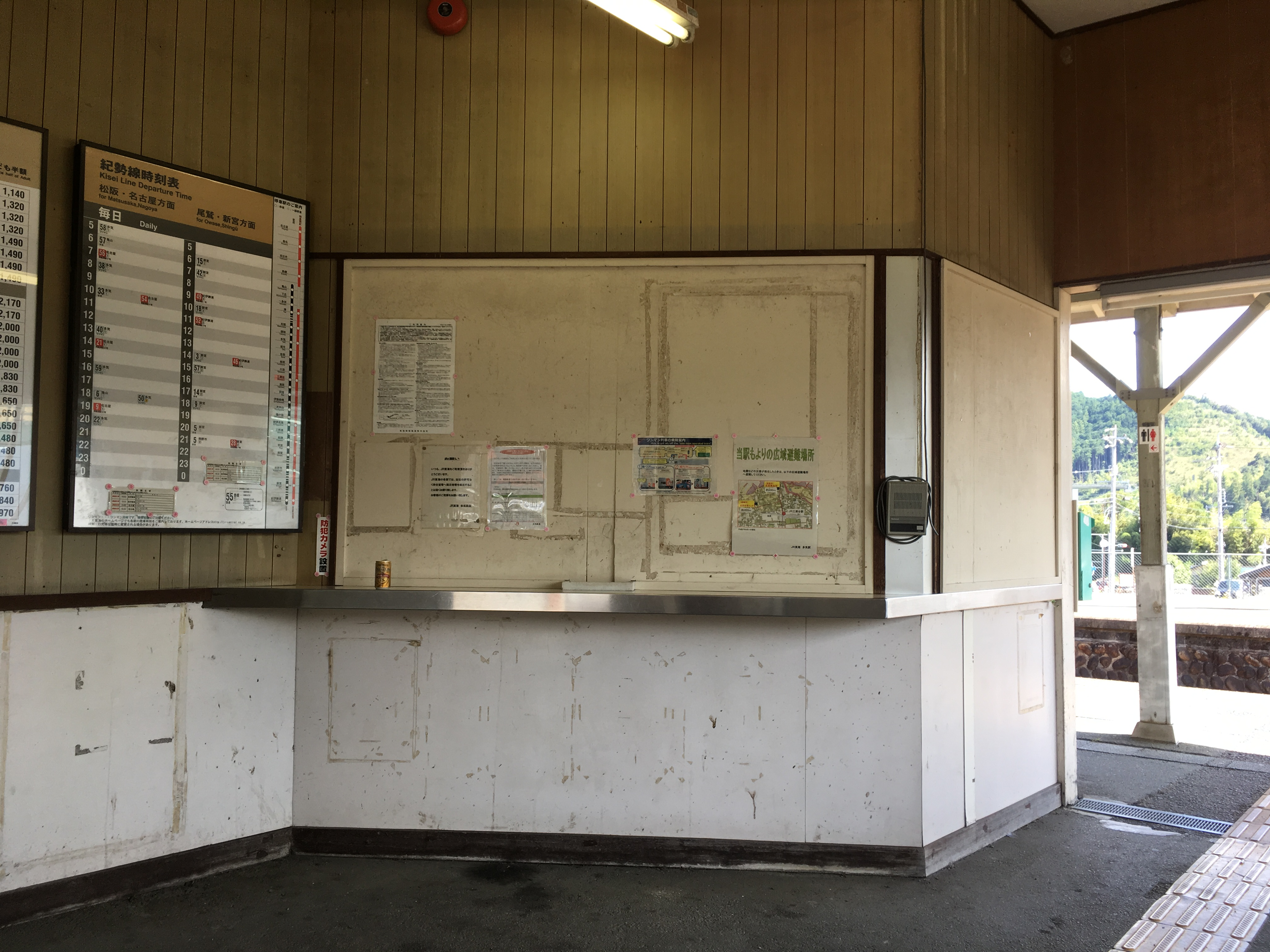
駅舎内（2017年9月）
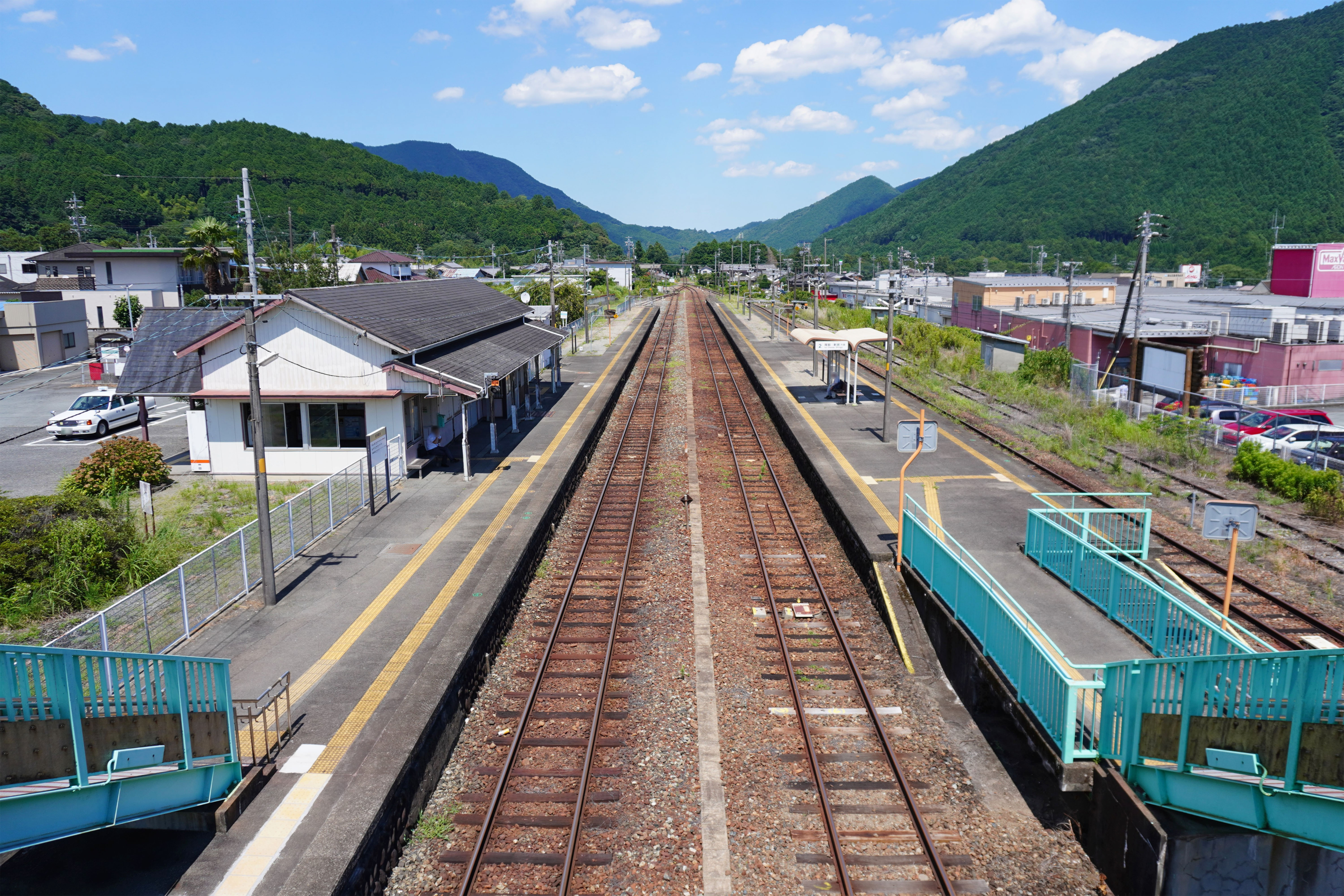
ホーム（2023年7月）

## 停車列車
特急「南紀」も含めた全定期旅客列車が停車する。当駅終着列車設定がある。
2006年3月ダイヤ改正に伴い、特急「南紀」が臨時列車を含め、全て停車するようになった。それまでは特急は一部列車が当駅を通過していた。なお、2012年3月ダイヤ改正時までは当駅の近くに存在していた三重県立宮川高等学校（2012年3月に閉校）が、定期考査期間等午前中で終了した日には、当駅 - 多気駅間に臨時普通列車が運転されていた。

## 利用状況
「三重県統計書」によると、近年の1日平均乗車人員の推移は以下の通り。
| 年度   | 1日平均 乗車人員 |
| ------ | ---------------- |
| 1998年 | 445              |
| 1999年 | 472              |
| 2000年 | 463              |
| 2001年 | 440              |
| 2002年 | 429              |
| 2003年 | 433              |
| 2004年 | 412              |
| 2005年 | 395              |
| 2006年 | 366              |
| 2007年 | 353              |
| 2008年 | 352              |
| 2009年 | 338              |
| 2010年 | 275              |
| 2011年 | 224              |
| 2012年 | 187              |
| 2013年 | 188              |
| 2014年 | 182              |
| 2015年 | 182              |
| 2016年 | 192              |
| 2017年 | 185              |
| 2018年 | 192              |
| 2019年 | 191              |

## 駅周辺
- 宮川
- 三瀬谷ダム
- 大台町立三瀬谷小学校
- 大台町立大台中学校
- 大台町役場
- 大台警察署
- 大台郵便局
- 大台町立図書館
- 大台厚生病院
- 熊野古道伊勢路
- 道の駅奥伊勢おおだい
- 桑名三重信用金庫三瀬谷支店

### バス路線
- 三重交通：松阪駅方面
- 大台町営バス：大杉・滝谷方面

## 隣の駅
※特急「南紀」の隣の停車駅は列車記事を参照のこと。
東海旅客鉄道（JR東海）
■紀勢本線
川添駅 - 三瀬谷駅 - 滝原駅